# Musca iliaca
Musca iliaca là một loài ruồi trong họ Tachinidae.